# Ivan Mikojan
Ivan Anastasovič Mikojan (rusky Вано́ (Ива́н) Анаста́сович Микоя́н; 1. září 1927, Moskva – 25. listopad 2016, Moskva) byl arménský letecký konstruktér a spoluautor několika letounů konstrukční kanceláře MiG, například známého stíhacího letounu MiG-29.

## Život
Narodil se roku 1927. Jeho otcem byl komunistický politik a funkcionář Anastáz Ivanovič Mikojan (1895-1978) a strýcem letecký konstruktér Arťom Mikojan, zakladatel konstrukční kanceláře MiG. V roce 1944 absolvoval letecké technické učiliště v Dušanbe. Později nastoupil do konstrukční kanceláře MiG, kde pracoval celý život, v posledních letech alespoň jako poradce. Za svůj podíl na vývoji stíhacího letounu MiG-29 získal dvě státní ceny.

## Ocenění
Mezi získaná vyznamenání a ocenění patří:
- Odznak cti (1965)
- Řád Říjnové revoluce (1974)
- Státní cena SSSR (1981, 1988)
- Medaile akademika A. I. Mikojana